# Gault Site
Koordinaten: 30° 54′ 12,3″ N, 97° 39′ 57,5″ W

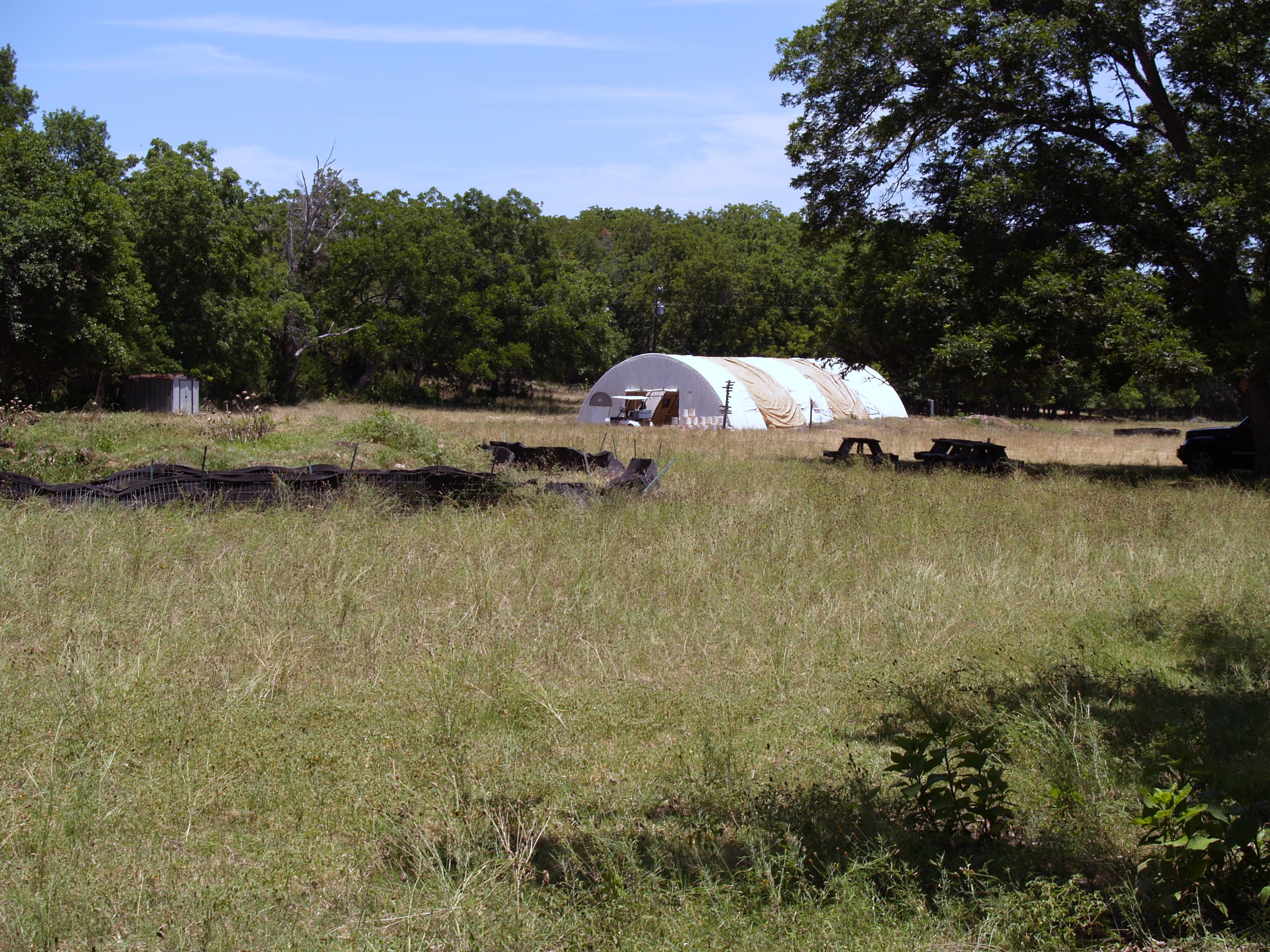
Die Ausgrabungsstätte in Zentral-Texas 2015

Der Gault Site ist ein archäologischer Fundort in Bell County, Texas, an dem Artefakte aus der paläoindianischen und Archaischen Periode gefunden wurden. Bekannt ist er für die in den 1990er Jahren gefundenen Kalksteine mit aufwändigen Gravuren, die durch eine assoziierte Projektilspitze in die Clovis-Kultur datiert werden. Darüber hinaus finden sich in Gault Site datierbare Funde von mehr als 13.500 Jahren Before Present bis zum Kontakt mit europäischen Siedlern in einer vollständigen Stratigraphie.
Der Fundort liegt an einem Quellaustritt am heute ausgetrockneten Buttermilk Creek, der ausweislich von Spuren der Nahrungszubereitung in höheren stratigrafischen Schichten von Indianern zwischen dem Anfang der Archaischen Periode und der Zeit kurz vor dem Kontakt mit Europäern häufig genutzt wurde. Der Buttermilk Creek zeichnet sich dadurch aus, dass sein Verlauf einem Aufschluss von Edwards Chert folgt, einem für die Produktion von Steinwerkzeugen besonders geeigneten Feuerstein. Der Name stammt von Henry Gault, dem Eigentümer einer Farm, zu der das Gebiet gehört.

## Grabungen

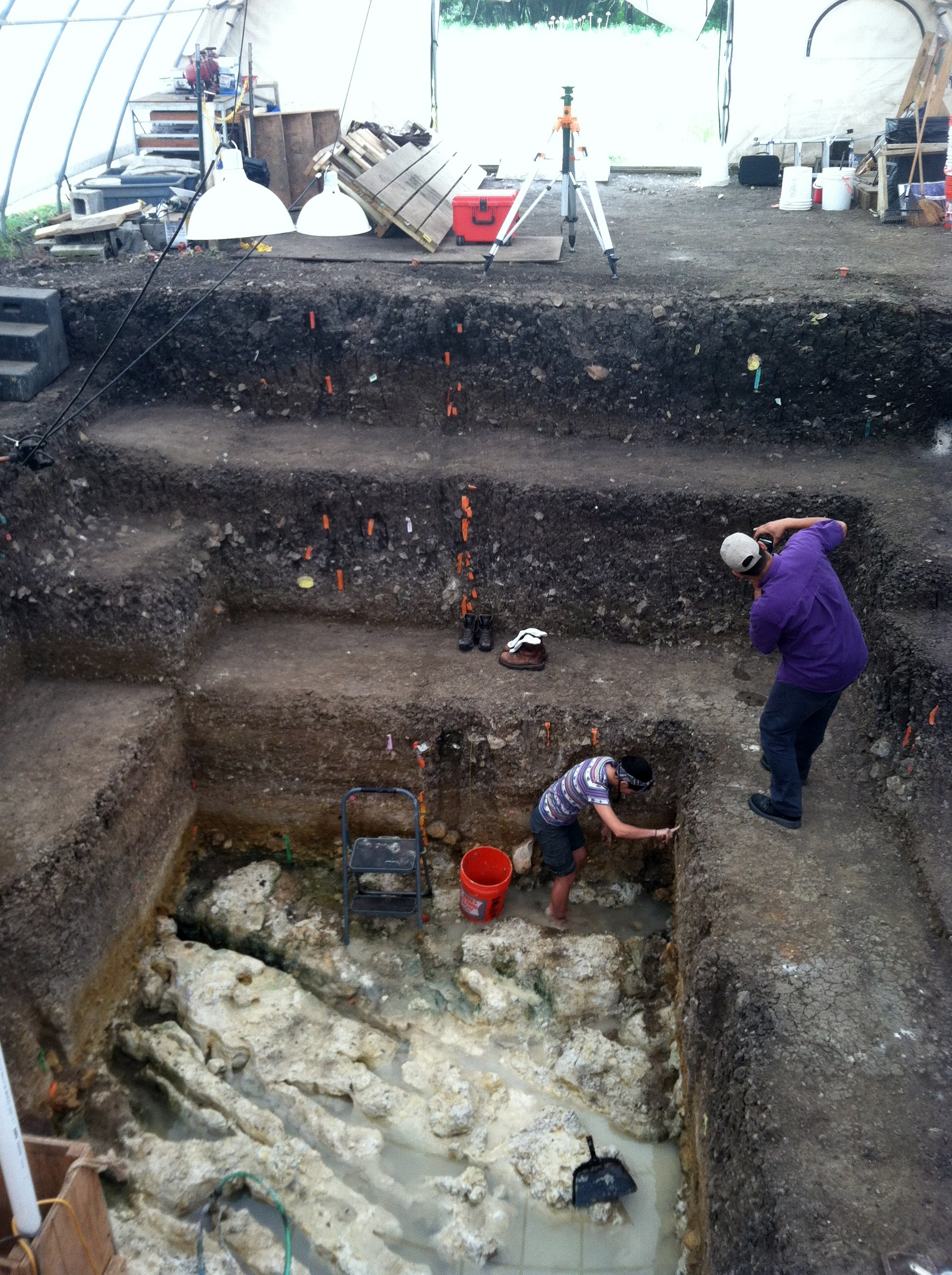
Die Ausgräber tragen in einem Probebereich alle Bodenschichten bis zum Gestein ab

Das Gesamtgebiet Gault Site umfasst eine Fläche von rund 800 × 200 m entlang einer Geländekante. Bereits 1929 grub der Anthropologe James E. Pearce von der University of Texas am Gault Site und fand einen Midden, großflächige Ablagerungen von Küchenabfällen, in die eine Vielzahl an frühen indianischen Artefakten eingebettet waren. Sie konnten damals noch nicht vollständig eingeordnet werden und wurden im Zuge des Erkenntnisfortschritts in der Archäologie Nordamerikas als zur archaischen Periode gehörend erkannt. In den folgenden Jahrzehnten wurde die Fundstätte durch Raubgrabungen stark zerstört, der Eigentümer erlaubte jedermann gegen eine kleine Gebühr zu graben und alle Fundstücke an sich zu nehmen. 1998 wurde die Farm verkauft, der neue Eigentümer stoppte die wilden Grabungen und lud die Texas State University ein, systematische Ausgrabungen vorzunehmen. In unmittelbarer Nachbarschaft zum ursprünglichen Fundort fanden Archäologen zunächst zehn Steine in deren Oberfläche mit einem spitzen Stein in Petroglyphen-Technik feine Linien graviert waren. Später wurden bei systematischen Ausgrabungen elf weitere gravierte Steine und ein Knochenstück mit parallelen Linien gefunden.
Von 1998 bis 2002 und von 2007 bis 2014 fanden Grabungen statt. Seit 2007 gehört Gault Site der gemeinnützigen Organisation  The Archaeological Conservancy und wird durch den Verein Gault School of Archaeological Research in Zusammenarbeit mit der Texas State University betrieben.

## Funde
Die bislang 21 Steine und das Knochenstück mit gravierten Linien sind die auffälligsten Funde. Die Gravuren sind nur teilweise sichtbar, da die Steine im Laufe der Zeit Kalkkrusten entwickelt haben, die die Gravuren partiell überdecken. Da sowohl der ursprüngliche Stein, wie die Krusten aus chemisch identischem Kalkstein bestehen, ist keine Technik bekannt, wie nur die Krusten abgetragen werden könnten, so dass die Gravuren freigelegt werden könnten, ohne diese zu zerstören. Die Gravuren selbst sind überwiegend geradlinig, häufig parallel geführt. Die Parallelenbündel schneiden einzelne oder mehrere Linien und bilden ein rechtwinkeliges oder rautenförmiges Muster. In einzelnen Fällen werden gerade Linien durch Kurven geschnitten, in einem Fall könnte es sich um ein stilisiertes Tier handeln. In einem weiteren Fall finden sich mehrere rautenförmige Elemente am Ende von gerade und geschwungene Linien, was den Eindruck von Blumen erweckt.
Die Kiesel wurden zusammen mit vier Clovis-Projektilspitzen gefunden, von denen eine so zwischen zwei der Steine lag, dass eine spätere Störung als unwahrscheinlich gilt und die Steine über diese Assoziation datiert werden können.
2011 wurden nur 250 m entfernt im so genannten Buttermilk Creek Complex unter einer dünnen Clovis-Schicht Artefakte gefunden, die als Vorgänger der Clovis-Kultur identifiziert und auf ein Alter von 12.300 bis 15.500 Jahre datiert werden konnten. Sie sind die bisher ältesten Artefakte in Amerika und beweisen, dass die Werkzeuge der Clovis-Kultur in Amerika entwickelt und nicht bereits bei der Besiedlung Amerikas aus Asien mitgebracht wurden.